# Athiyannur
Athiyannur es una ciudad censal situada en el distrito de Thiruvananthapuram en el estado de Kerala (India). Su población es de 40712 habitantes (2011). Se encuentra a 21 km de Thiruvananthapuram y a 88 km de Kollam.

## Demografía
Según el censo de 2011 la población de Athiyannur era de 40712 habitantes, de los cuales 19711 eran hombres y 21001 eran mujeres. Athiyannur tiene una tasa media de alfabetización del 92,77%, inferior a la media estatal del 94%. la alfabetización masculina es del 94,77%, y la alfabetización femenina del 90,91%.